# العلاقات الألبانية الباهاماسية
العلاقات الألبانية الباهاماسية هي العلاقات الثنائية التي تجمع بين ألبانيا وباهاماس.

## مقارنة بين البلدين
هذه مقارنة عامة ومرجعية للدولتين:
| وجه المقارنة                                              | ألبانيا                                                    | باهاماس      |
| --------------------------------------------------------- | ---------------------------------------------------------- | ------------ |
| المساحة (كم2)                                             | 28.75 ألف                                                  | 13.88 ألف    |
| عدد السكان (نسمة)                                         | 3.02 مليون                                                 | 395.36 ألف   |
| الكثافة السكانية (ن./كم²)                                 | 105.04                                                     | 28.48        |
| العاصمة                                                   | تيرانا                                                     | ناساو        |
| اللغة الرسمية                                             | اللغة الألبانية                                            | لغة إنجليزية |
| العملة                                                    | ليك ألباني                                                 | دولار بهامي  |
| الناتج المحلي الإجمالي (بليون دولار)                      | 13.04 مليار                                                | 12.16 مليار  |
| الناتج المحلي الإجمالي (تعادل القوة الشرائية) بليون دولار | 33.17 مليار                                                | 8.92 مليار   |
| الناتج المحلي الإجمالي الاسمي للفرد دولار أمريكي          | 3.94 ألف                                                   | 22.82 ألف    |
| الناتج المحلي الإجمالي للفرد دولار أمريكي                 | 11.11 ألف                                                  |              |
| مؤشر التنمية البشرية                                      | 0.764                                                      | 0.790        |
| رمز المكالمات الدولي                                      | +355                                                       | +1242        |
| رمز الإنترنت                                              | .al                                                        | .bs          |
| المنطقة الزمنية                                           | توقيت وسط أوروبا، ت ع م+01:00، ت ع م+02:00، أوروبا/تيرانا ‏ | 00           |

## منظمات دولية مشتركة
يشترك البلدان في عضوية مجموعة من المنظمات الدولية، منها:
| علم المنظمة | اسم المنظمة                               | تاريخ انضمام ألبانيا | تاريخ انضمام باهاماس |
| ----------- | ----------------------------------------- | -------------------- | -------------------- |
|             | الاتحاد البريدي العالمي                   | ?                    | ?                    |
|             | مؤسسة التنمية الدولية                     | 15 أكتوبر 1991       | 23 يونيو 2008        |
|             | منظمة حظر الأسلحة الكيميائية              | ?                    | ?                    |
|             | الأمم المتحدة                             | 14 ديسمبر 1955       | 18 سبتمبر 1973       |
|             | وكالة ضمان الاستثمار متعدد الأطراف        | 15 أكتوبر 1991       | 4 أكتوبر 1994        |
|             | منظمة الشرطة الجنائية الدولية             | ?                    | ?                    |
|             | مؤسسة التمويل الدولية                     | 15 أكتوبر 1991       | 8 ديسمبر 1986        |
|             | الاتحاد الدولي للاتصالات                  | 2 يونيو 1922         | 19 أغسطس 1974        |
|             | البنك الدولي للإنشاء والتعمير             | 15 أكتوبر 1991       | 21 أغسطس 1973        |
|             | المركز الدولي لتسوية المنازعات الاستشارية | 14 نوفمبر 1991       | 18 نوفمبر 1995       |
|             | يونسكو                                    | 16 أكتوبر 1958       | 23 أبريل 1981        |

## وصلات خارجية
- موقع وزارة الخارجية الألبانية